# Nienburg (Saale)
Pour les articles homonymes, voir Nienburg.
 (août 2024).
Si vous disposez d'ouvrages ou d'articles de référence ou si vous connaissez des sites web de qualité traitant du thème abordé ici, merci de compléter l'article en donnant les références utiles à sa vérifiabilité et en les liant à la section « Notes et références ».
Nienburg (Saale) est une ville de Saxe-Anhalt, en Allemagne.

## Géographie
Nienburg est située dans le parc naturel Naturpark Unteres Saaletal, au confluent des rivières Bode et Saale.

## Histoire
Nienburg a été mentionnée pour la première fois dans un document officiel en 961.

## Personnalités liées à la ville
- Waldemar Cierpinski (1950-), athlète né à Neugattersleben.

## Jumelage
- Nienburg/Weser (Allemagne)